# Ben Murphy
Ben Murphy est un acteur américain, né le 6 mars 1942 à Jonesboro, en Arkansas (États-Unis). 
Il est essentiellement connu dans le monde pour son rôle de cow-boy Kid Curry dans la série Opération danger et de Sam Casey dans Le Nouvel Homme invisible.

## Vie et carrière
Ben Murphy est né à Jonesboro, Arkansas, de Nadine Steele et Benjamin E. Castleberry. 
Quand sa mère s'est remariée en 1956, Ben a été adopté par son beau-père, Patrick Henry Murphy. 
Ben Murphy a grandi à Clarendon Hills, banlieue de Chicago, dans l'Illinois.

## Séries télévisées
- 1968-1970 Les Règles du jeu : Joe Sample
- 1968 : Le Virginien saison 07 épisode 03 (The orchard) : Mike Bradbury
- 1971-1973 Opération danger : Kid Curry
- 1973-1974 Griff : Mike Murdoch
- 1976 Le Nouvel Homme invisible : Sam Casey
- 1980 The Chisholms : Will Chisholm
- 1983 Le Souffle de la guerre : Warren Henry
- 1983 Loterie : Patrick Sean Flaherty
- 1985 Berrenger's : Paul Berrenger
- 1988 Les Douze Salopards : Lieutenant Danko
- 1993-1995 Docteur Quinn, femme médecin : Ethan Cooper
- 2006 Cold Case : Travis Whitman